# The Boring Company
The Boring Company (англ. Бурильная компания, игра слов со Скучная компания, также известна как TBC) — американская компания по строительству инфраструктуры и тоннелей, основанная Илоном Маском. Её текущие и предлагаемые проекты разработаны для внутригородских транзитных систем с петлями, хотя компания заявила, что испытательный тоннель Хоторн может поддерживать исследования и разработки Hyperloop, и что текущие туннели строятся, чтобы они могли поддерживать возможный переход к транспортировке на основе Hyperloop на более длительные расстояния междугороднего сообщения.
Своим вдохновением на осуществление проекта Маск назвал трудности с трафиком в Лос-Анджелесе и то, что он считает ограниченной существующую двумерную транспортную сеть. The Boring Company изначально была образована как дочерняя компания SpaceX, а в 2018 году стала отдельной и полностью независимой компанией.

## История
17 декабря 2016 года Илон Маск пожаловался в Твиттере на пробки в Лос-Анджелесе и объявил, что "построит тоннелепроходческую машину и просто начнёт копать". В тот же день, 17 декабря 2016 года, Маск основал The Boring Company. К февралю 2017 года компания начала рыть испытательный котлован шириной 9 метров, длиной 15 метров и глубиной 4,6 метров на территории офисов SpaceX в Хоторне, поскольку строительство на её участке не требовало никаких разрешений. Когда в пятницу днём сотрудники сообщили, что потребуется не менее двух недель для перемещения автомобилей персонала на парковку и начать рыть первую яму с помощью проходческой машины TBC, Маск сказал: "Давайте начнём сегодня и посмотрим, какую самую большую яму мы сможем вырыть с сегодняшнего дня до полудня воскресенья, работая 24 часа в сутки". Позже в тот же день машин уже не было, а в земле появилась та самая яма. Компания была первоначально создана как дочерняя компания SpaceX, а в 2018 году стала отдельной и полностью независимой. По состоянию на декабрь 2018 года 90 % акций принадлежало Илону Маску, а 6 % принадлежали SpaceX.

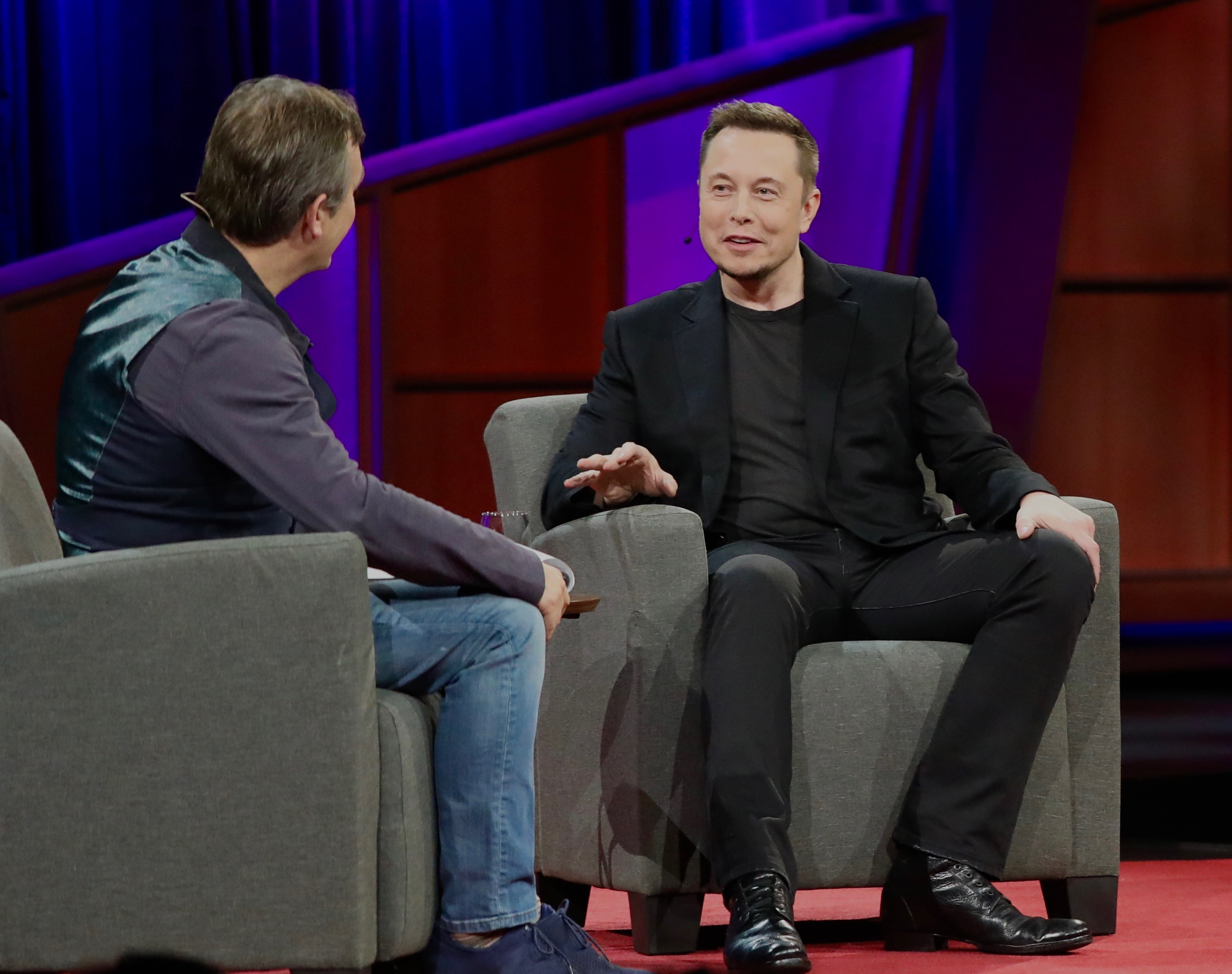
Илон Маск обсуждает The Boring Company на TED 2017.

В интервью на конференции TED в апреле 2017 года Маск оценил, что проект The Boring Company занимал 2-3% его времени, превратив это предприятие в личное хобби.
В марте 2017 года Маск объявил, что примерно в апреле компания начнёт использовать тоннелепроходческую машину (ТПМ), чтобы начать рыть пригодный для использования тоннель в SpaceX. В конце апреля 2017 года в SpaceX была замечена ТПМ с названием The Boring Company на боку. В мае 2017 года было объявлено название ТПМ - Godot, в честь пьесы Беккета "В ожидании Годо". Будущие ТПМ также будут названы в честь поэм и пьес. Маск заявил, что первый созданный маршрут будет пролегать LAX до Калвер-Сити, затем до Санта-Моники и заканчиваться в Вествуде. Маск утверждает, что поездка по туннелю займет пять минут, по сравнению с наземной поездкой, которая занимает 45 минут при обычном движении (из Лос-Анджелеса в Вествуд). Эти поездки планировалось осуществить, поместив автомобиль на электрические сани и двигаясь по туннелям со скоростью 200 км/ч. К ноябрю 2017 года компания подала заявку на получение разрешения в государственные регулирующие органы Лос-Анджелеса на строительство тоннеля от Хоторна вдоль межштатной автомагистрали 405 до Вествуда. Проект так и не был реализован.
Одновременно с анонсом тоннельной системы Лос-Анджелеса был анонсирован другой проект, предусматривающий строительство Hyperloop, проходящей под землей из Нью-Йорка в Вашингтон. Маск утверждал, что путь из одного центра города в другой займёт 29 минут. Среди других проектов Hyperloop - проект из Сан-Франциско в Лос-Анджелес и проект внутри Техаса, которые рассматривались для более позднего этапа.
В июле 2017 года Маск выложил видео, на котором запечатлено успешное испытание прототипа автомобильного подъёмника. В октябре Маск сообщил, что второй ТПМ будет назван Line-storm, в честь стихотворения Роберта Фроста "A Line-Storm Song". В марте 2018 года Илон Маск объявил, что компания изменит свой план, отдав приоритет пешеходам и велосипедистам, а не автомобилям. Автомобили будут рассматриваться для перевозки только после удовлетворения всех других "индивидуальных потребностей массового передвижения".

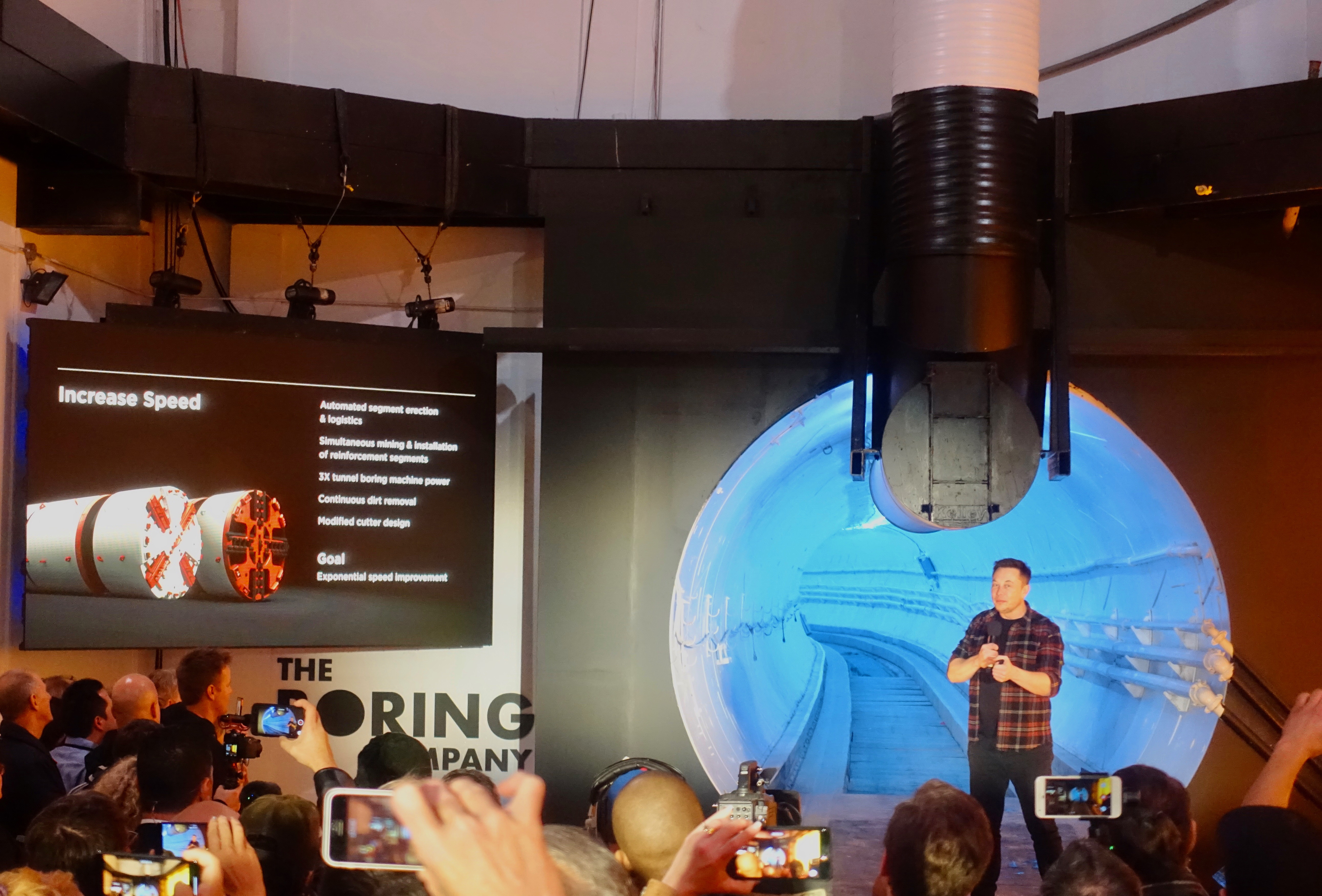
Илон Маск во время торжественного открытия тестового тоннеля в Хоторне, Калифорния

В начале 2018 года The Boring Company была выделена из SpaceX в отдельную корпоративную структуру. Чуть менее 10% акционерного капитала было отдано первым сотрудникам, а более 90% - Илону Маску. Последующие опасения акционеров SpaceX привели к тому, что в декабре 2018 года 6% акций The Boring Company были перераспределены в пользу SpaceX. TBC представила обновленную информацию о состоянии своих технологий и линейки продуктов в декабре 2018 года, когда они открыли для общественности свой первый испытательный тоннель длиной 1,6 км в Хоторне, Калифорния. В июле 2019 года The Boring Company разрешила первые внешние инвестиции, продав акции на 120 млн долларов США ряду венчурных фирм, после привлечения 113 млн долларов США не внешнего капитала в течение 2018 года.
К ноябрю 2019 года Стив Дэвис стал президентом The Boring Company после того, как с 2016 года руководил работой компании для Маска. Дэвис был одним из самых первых сотрудников SpaceX (в 2003 году) и имеет две степени магистра в области физики элементарных частиц и аэрокосмической техники. В ноябре 2020 года The Boring Company объявила о наборе сотрудников на ряд должностей в Остине, штат Техас, а к декабрю 2020 года арендовала два здания в промышленном комплексе площадью 5,7 га к северо-востоку от Остина, примерно в 26 км к северу от места, где Tesla строит свой техасский завод Gigafactory.
В апреле 2022 года в ходе инвестраунда компания привлекла 675 млн долларов от группы инвесторов во главе с Vy Capital и Sequoia Capital и получила оценку в 5,675 млрд долларов.

## Буровые машины
Первые три буровые машины, используемые The Boring Company:
- Godot
- Line-storm
- Prufrock

## Маркетинг и рекламная продукция
В 2018 году компания начала проводить ряд маркетинговых акций и предложила потребителям несколько видов рекламных товаров. На сегодняшний день к ним относятся бейсболки, огнетушители и "огнемёты".
Компания начала свои розничные продажи, предложив потребителям 50 000 бейсболок. Когда они были распроданы в январе 2018 года, компания начала предлагать 20 000 "огнеметов" для предварительного заказа. "Огнемёт" The Boring Company представлял собой дутьевой факел в форме пистолета и был разрешен к использованию во всех штатах США, кроме Мэриленда. Продажа "огнеметов" вызвала критику, а политик Мигель Сантьяго попытался представить закон, который бы запретил продажу этого устройства в Калифорнии. Всего за несколько дней все 20 000 "огнеметов" были проданы, но после того, как таможенные чиновники заявили, что не допустят к продаже никаких предметов, называемых "огнеметами", Илон Маск объявил в Твиттере, что переименует их в "Not-A-Flamethrower" ("Не-Огнемёт"), а затем обновил веб-сайт The Boring Company, где также говорится, что это "самый безопасный в мире огнемет". Маск также объявил об отдельных продажах огнетушителя The Boring Company, который он назвал "цена завышена... но он с крутой наклейкой".

## Критика
Транспортная концепция The Boring Company, предусматривающая передвижение автомобилей на самоходных платформах получила не только положительные отзывы. Помимо прочего, акцент на индивидуальный транспорт критиковался за то, что вместо повышения эффективности пассажирских перевозок и увеличения плотности движения в целом, продолжают вкладывать ещё больше ресурсов в автомобили, в которых зачастую сидит только один человек. Критики утверждают, что низкая пропускная способность проектов The Boring Company делает их неэффективными по сравнению с существующими решениями для общественного транспорта. Маска критиковали за его комментарии в 2017 году, в которых он пренебрежительно отзывался об общественном транспорте.
Также ряд экспертов в области гражданского строительства и ветеранов туннельной отрасли усомнились в том, что Маск сможет прокладывать туннели быстрее и дешевле, чем конкуренты. Издания о туннельной сфере также назвали компанию "тщеславным проектом" и непоследовательным в своих обещаниях. Известный инженер и развенчатель выпустил видеоролики в YouTube с критикой осуществимости целей The Boring Company..
Джеймс Мур, директор по транспортному проектированию в Университете Южной Калифорнии, заявил, что "есть более дешевые способы обеспечить лучший транспорт для большого количества людей", например, управление движением с помощью платы за проезд.
Консультант по общественному транспорту Джарретт Уокер назвал Boring Company "дико раздутой" и раскритиковал то, как TBC "ослепила городские власти и инвесторов видением эффективного метро, где вам никогда не придется выходить из машины, а оказалось, что это асфальтированный дорожный туннель".

## Марс
Маск намекнул, что технология прокладки тоннелей, разработанная The Boring Company, в конечном итоге может быть использована на Марсе, где у него есть задумка создать самодостаточную марсианскую колонию.
“I do think getting good at digging tunnels could be really helpful for Mars. […] For sure there’s going to be a lot of icing mining on Mars, and mining in general to get raw materials. […] You can build a tremendous amount underground with the right boring technology on Mars. […] So I think there is some overlap in that technology development arena. […] And then, along the way, building underground habitats where you could get radiation shielding … you could build an entire city underground if you wanted to.”
"Я думаю, что навык прокладки тоннелей может быть очень полезным для Марса. [...] Наверняка на Марсе будет много добычи льда, да и вообще добычи сырья. [...] При правильной технологии бурения на Марсе можно построить огромное количество подземных сооружений. [...] Так что я думаю, что в этой области развития технологий есть некоторое сходство. [...] А затем, по пути, строить подземные жилища, где можно обеспечить защиту от радиации... При желании можно построить целый город"

– Илон Маск